# Maria Grün (Frastanz)

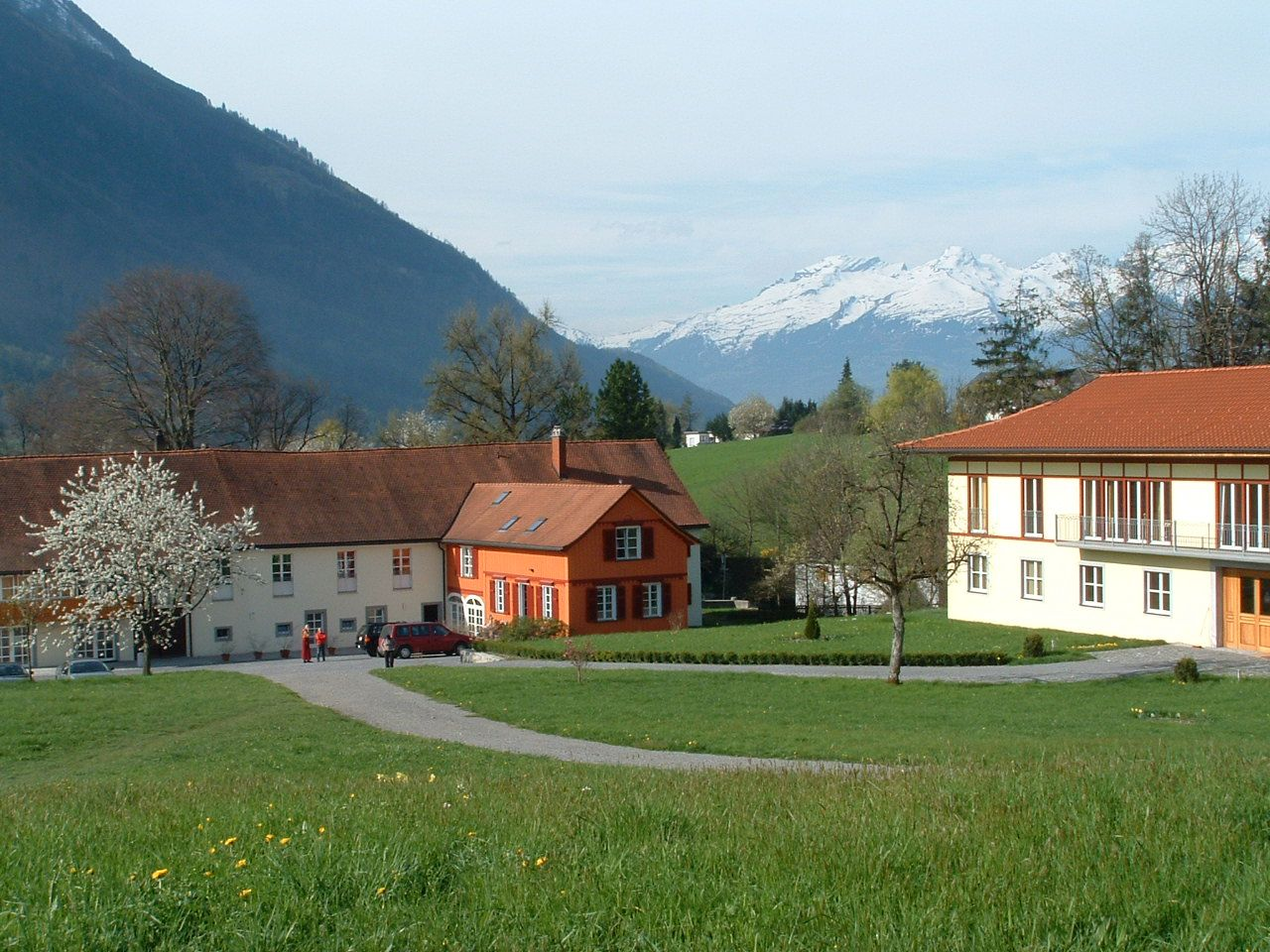
Der Letzehof ist heute ein buddhistisches Kloster

Maria Grün ist ein Flur im Ortsteil Fellengatter der Marktgemeinde Frastanz, im österreichischen Bundesland Vorarlberg.

## Geografie
Das Flur ist dabei der auf dem Berg Letze oberhalb der Ill, der Frastanz im Walgau von der Stadt Feldkirch im Rheintal trennt, gelegene Teil von Frastanz. Etwas abseits des Flurs am äußersten Rand des Frastanzer Gemeindegebiets und an der Kuppe der Letze gelegen liegt zudem das Buddhistische Kloster Letzehof, das einzige buddhistische Kloster in Vorarlberg. Südlich der Siedlung liegt das Naturschutzgebiet Maria–Grüner Ried.
Maria Grün ist über die Talschulter Letze oder mit der Buslinie 7 des Stadtbus Feldkirch zu erreichen. Am einfachsten gelangen Autofahrer jedoch über den Taldurchgang Felsenau bzw. vom Walgau aus ins Flur, das erhöht über dem Walgau liegt. Über Fellengatter erreicht man die Vorarlberger Straße.